# Magnolia iltisiana
Magnolia iltisiana — вид рослини з родини магнолієві. Це вічнозелене дерево 20-40 (зрідка до 45) метрів заввишки, яке є ендеміком Мексики. Квіти великі, кремові, 11-14 см завбільшки. Вид названо на честь американського ботаніка Г'ю Ілтіса.